# Omalisus nicaeensis
Omalisus nicaeensis is een keversoort uit de familie kasteelkevers (Omalisidae). De wetenschappelijke naam van de soort werd in 1921 gepubliceerd door Pierre Lesne.